# Alexandre-Théophile Vandermonde
Alexandre-Théophile Vandermonde (Parigi, 28 febbraio 1735 – Parigi, 1º gennaio 1796) è stato un matematico francese.
Fu anche musicista e chimico. Lavorò con Étienne Bézout e Antoine Lavoisier. Al giorno d'oggi il suo nome è legato principalmente alla teoria dei determinanti in matematica. Vandermonde nacque e trascorse tutta la vita a Parigi.

## La carriera matematica
Il padre di Vandermonde era un medico di origini fiamminghe; questi, dopo aver trascorso 12 anni in Oriente come medico di una delegazione francese, si era stabilito a Parigi dove lavorava come praticante medico quando nacque suo figlio Alessandro Teofilo. Il padre incoraggiò inizialmente il figlio ad intraprendere la carriera del musicista poiché dimostrava grande interesse per questa disciplina; da giovane invece non mostrò particolar interesse per la matematica. La famiglia gli procurò una buona istruzione musicale come violinista senza trascurare gli altri settori dell'educazione; nonostante fosse un abile violinista, non riuscì a fare grande carriera in questo ambito che comunque non abbandonò fino all'età di 35 anni quando, nel 1770, Fontaine des Bertins lo introdusse nel campo della matematica trasmettendogli un grande entusiasmo.
Dopo una formazione molto breve ma intensa, alla fine del 1770, pubblicò la sua prima opera, Mémoire sur la résolution des équations, in cui trattava il problema delle funzioni simmetriche e la risoluzione dei polinomi ciclotomici, in un certo senso anticipando di mezzo secolo la teoria di Galois; questo suo primo lavoro suscitò grande interesse tanto che venne letto pubblicamente nel dicembre del 1770 all'Accademia francese delle scienze, onore che veniva solitamente conferito ai soli membri dell'Accademia. Nel 1771 venne eletto abbastanza sorprendentemente membro della stessa Accademia: in ogni caso la sua prima opera e le tre successive che egli presentò all'Accademia tra il 1771 e il 1772 rappresentano un notevole contributo allo sviluppo delle conoscenze matematiche del tempo; questi quattro lavori rappresentano la sua totale produzione matematica. A partire dal 1772 non pubblicò più nulla di esclusivamente matematico.
La nomina a membro dell'Accademia francese delle scienze lo stimolò a lavorare duramente, ma anche a conoscere altri studiosi dell'epoca e a pubblicare nuovi lavori riguardo alla scienza e alla musica. Nel 1777 pubblicò i risultati degli esperimenti effettuati con Étienne Bézout e Antoine Lavoisier sulle basse temperature, con particolar attenzione agli effetti di una terribile gelata verificatasi nel 1776. Dieci anni dopo pubblicò un lavoro insieme a Gaspard Monge e Berthollet sulla produzione dell'acciaio: lo scopo di tale ricerca era apportare migliorie nell'acciaio utilizzato per le armi e per far ciò vennero provate differenti combinazioni di ferro e carbone. La stretta collaborazione scientifica con Monge era alimentata da una grande amicizia, così stretta che Vandermonde era chiamato anche femme de Monge (moglie di Monge).

## Ulteriori contributi
Nel 1778 Vandermonde presentò la prima delle due parti della sua opera riguardo alla teoria musicale davanti all'Accademia della Scienza: Système d'harmonie applicable à l'état actuel de la musique; la seconda parte venne presentata due anni dopo. Contrariamente a quanto ci si sarebbe potuti aspettare da un esperto di entrambi i settori, Vandermonde non propose una teoria della musica fondata su basi matematiche; al contrario la sua idea è che i musicisti dovrebbero ignorare la teoria musicale e affidarsi unicamente al loro orecchio ben allenato ed istruito nel giudicare la musica. I musicisti francesi si divisero tra chi era d'accordo con la posizione di Vandermonde e chi vi si opponeva; nonostante l'avversione iniziale di molti musicisti, le idee di Vandermonde si imposero con gli anni e all'inizio del XIX secolo l'Accademia francese delle scienze spostò la Musica dall'area Scientifica a quella delle Arti mutando una collocazione che risaliva ai tempi dell'Antica Grecia.
Vandermonde ricoprì le cariche di direttore del Conservatoire des Arts et Métiers nel 1782 e di capo del Bureau de l'Habillement des Armées nel 1792. Nello stesso anno egli sedette con Joseph-Louis Lagrange nel Comitato dell'Accademia della Scienza che aveva il compito di esaminare il violino armonico, uno strumento musicale di nuova invenzione.
Come il suo amico Monge, anche Vandermonde fu un forte sostenitore della Rivoluzione francese, ma la sua salute cagionevole lo condusse a dedicarsi esclusivamente alla Scienza. Insieme a Laplace, Joseph-Louis Lagrange e Monge, Vandermonde fece parte dell'École Normale Supérieure fondata nell'ottobre 1794 e fece parte di una squadra di tecnici che doveva decidere riguardo ad un corso di economia politica. Dopo una lunga infermità, morì nel 1796.
Il nome di Vandermonde è legato anche ad una classe speciale di matrici, chiamate in suo onore matrici di Vandermonde. Questa generosa attribuzione è dovuta ad un'errata interpretazione da parte di Lebesgue di alcuni appunti di Vandermonde. Da ricordare anche un'identità fondamentale della combinatoria detta Identità di Vandermonde.

## Le quattro pubblicazioni matematiche
I quattro articoli matematici di Vandermonde con le loro date di pubblicazione dell'Accademia delle scienze sono:
- Mémoire sur la résolution des équations 1771
- Remarques sur des problèmes de situation 1771
- Mémoire sur des irrationnelles de différens ordres avec une application au cercle 1772
- Mémoire sur l'élimination 1772

Nel primo articolo egli presenta una formula per la somma delle potenze n-sime delle radici di un'equazione e una per la somma delle funzioni simmetriche delle potenze di tali radici. Nessuna delle due formule era davvero originale essendo apparsa in maniera concisa nei lavori di Edward Waring ma, sebbene fosse consapevole di questo fatto, egli riteneva che il suo approccio fosse sufficientemente differente da valere la pena pubblicare un nuovo lavoro sull'argomento. 
Nell'articolo viene anche dimostrato che se n è un numero primo minore di 10 allora l'equazione xn - 1 = 0 può essere risolta per radicali. Jones in [1] scrive:
"Il vero e non riconosciuto merito di Vandermonde va cercato nella sua prima opera in cui egli si avvicina al problema generale della risolubilità di un'equazione algebrica attraverso lo studio di funzioni invarianti secondo permutazioni delle radici dell'equazione."
Kronecker nel 1888 affermò che lo studio dell'algebra moderna ha avuto inizio con il primo scritto di Vandermonde. Cauchy dichiarò chiaramente che Vandermond giunse prima di Joseph-Louis Lagrange a questa formidabile idea che portò definitivamente allo studio della teoria dei gruppi.
Nella sua seconda pubblicazione egli esamina le mosse e i percorsi del cavallo sulla scacchiera: tale lavoro è un precoce esempio di studi topologici e il valore di tali idee è tanto più da apprezzare se si considera il fatto che egli non conosceva i lavori di Eulero relativi all'argomento. Dalla seguente affermazione emerge in maniera evidente come egli avesse compreso l'importanza delle proprietà topologiche nello studio dei nodi:
"Qualsiasi siano i giri  e i nodi di un filo nello spazio è sempre possibile ottenere un'espressione per il calcolo delle sue dimensioni, ma questa espressione sarà di ben poca utilità nella pratica. Gli artigiani che costruiscono trecce, reti o alcuni nodi non si preoccuperanno della misura, ma della posizione: ciò che loro interessa è il modo in cui i nodi si intrecciano."
Delle mosse del cavallo sulla scacchiera egli studia anche come si intrecciano le curve descritte da tale movimento: il suo lavoro in questo settore segna l'inizio delle idee che sarebbero state successivamente approfondite da Gauss e poi da Maxwell nell'ambito dei circuiti elettrici.
I suoi due ultimi articoli furono scritti quando egli era già membro dell'Accademia delle Scienze. Nella Mémoire sur des irrationnelles de différents ordres avec une application au cercle (1772) si occupò di combinatoria. Egli definì i simboli 
{\displaystyle [p]^{n}=p(p-1)(p-2)(p-3)...(p-n+1)}
e
{\displaystyle [p]^{-n}=1/{(p+1)(p+2)(p+3)...(p+n)}.}
È interessante notare che a quel tempo non esisteva neppure una notazione per n! e che quindi Vandermonde aveva definito qualche cosa di ancor più generale. Chiaramente, utilizzando la notazione di Vandermonde, risulta che [n]n = n!
Nella Mémoire sur l'élimination (1772) espresse alcuni dei fondamenti della Teoria dei Determinanti. Muir [2] afferma che grazie a questo articolo Vandermonde fu l'unico degno di  essere ritenuto il fondatore della Teoria dei Determinanti. La ragione di questa forte affermazione di Muir è che, sebbene alcuni matematici come Leibniz avessero studiato i determinanti prima di Vandermonde, tutti i precedenti lavori avevano utilizzato i determinanti semplicemente come strumenti per risolvere equazioni lineari; Vandermonde, invece, pensò ai determinanti come funzioni e stabilì le proprietà affinché una funzione sia un determinante. Egli mostrò l'effetto di scambiare due righe e due colonne di un determinante; da questo dedusse che il determinante di una matrice con due colonne o due righe uguali è nullo. Infine stabilì delle notazioni di notevole chiarezza per i determinanti che non si sono mantenute.
Il famoso determinante di Vandermonde non appare in maniera esplicita in quest'ultima opera, mentre nelle Mémoire sur la résolution des équations espone un procedimento simile all'interpolazione per curve nel quale, con la riformulazione moderna, si utilizza il suddetto determinante.